# Phare de la pointe Vénus
Le phare de la Pointe Vénus est situé dans la commune de Mahina, à l’extrême nord de l’île de Tahiti, Polynésie française. Il balise le nord de l’île et jalonne la baie de Matavai.

## Historique

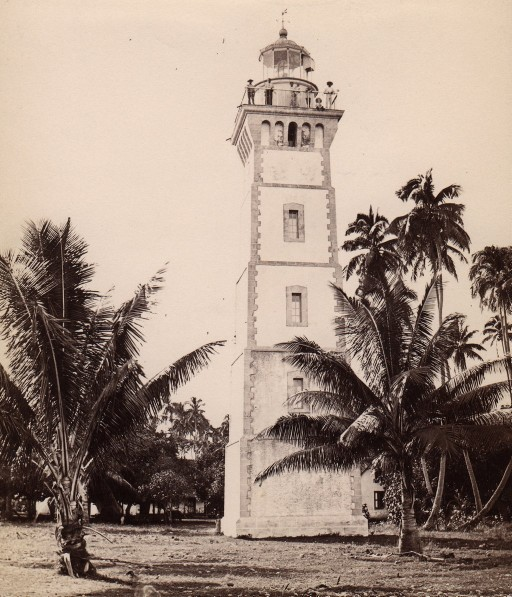
Phare de la Pointe Venus entre 1880 et 1889

La pointe Vénus doit son nom  à l’observatoire que construisit James Cook en 1770 pour connaître la trajectoire de la planète Vénus. Cette pointe fut le lieu de débarquement de nombreux explorateurs comme Louis Antoine de Bougainville et Samuel Wallis.
Le phare porte aussi les noms de Te-ara-o-Tahiti ou Tepaina-venuti,
Il était alors doté d'un feu blanc fixe, visible à 2
15 milles.
Durant la Seconde Guerre mondiale, il bénéficia d’un camouflage par les habitants qui le peignirent de cocotiers avec leurs palmes et leurs noix pour enlever tout point de repère à la flotte de débarquement de l’ennemi japonais.

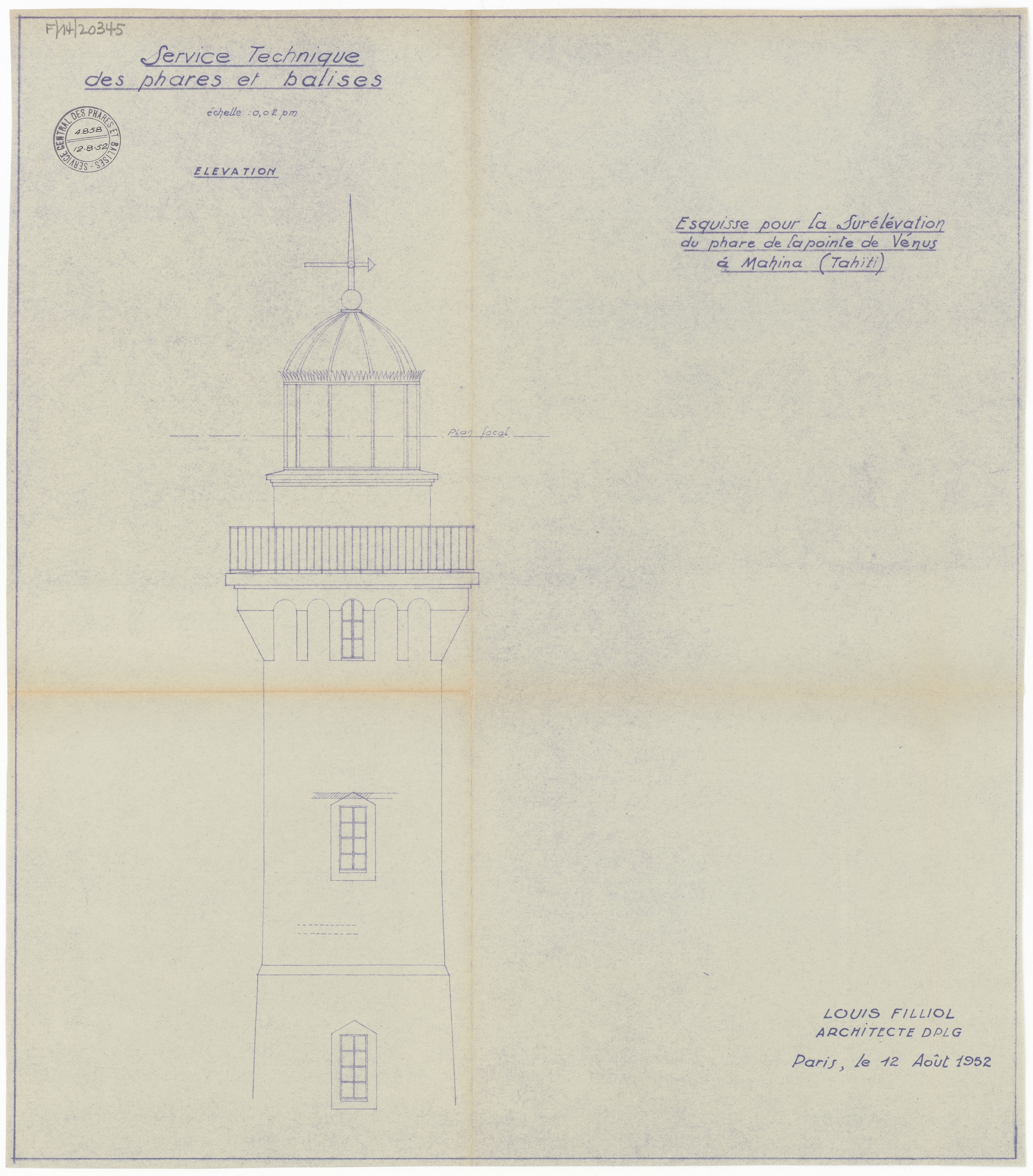
Phare de Mahina - plan 1952
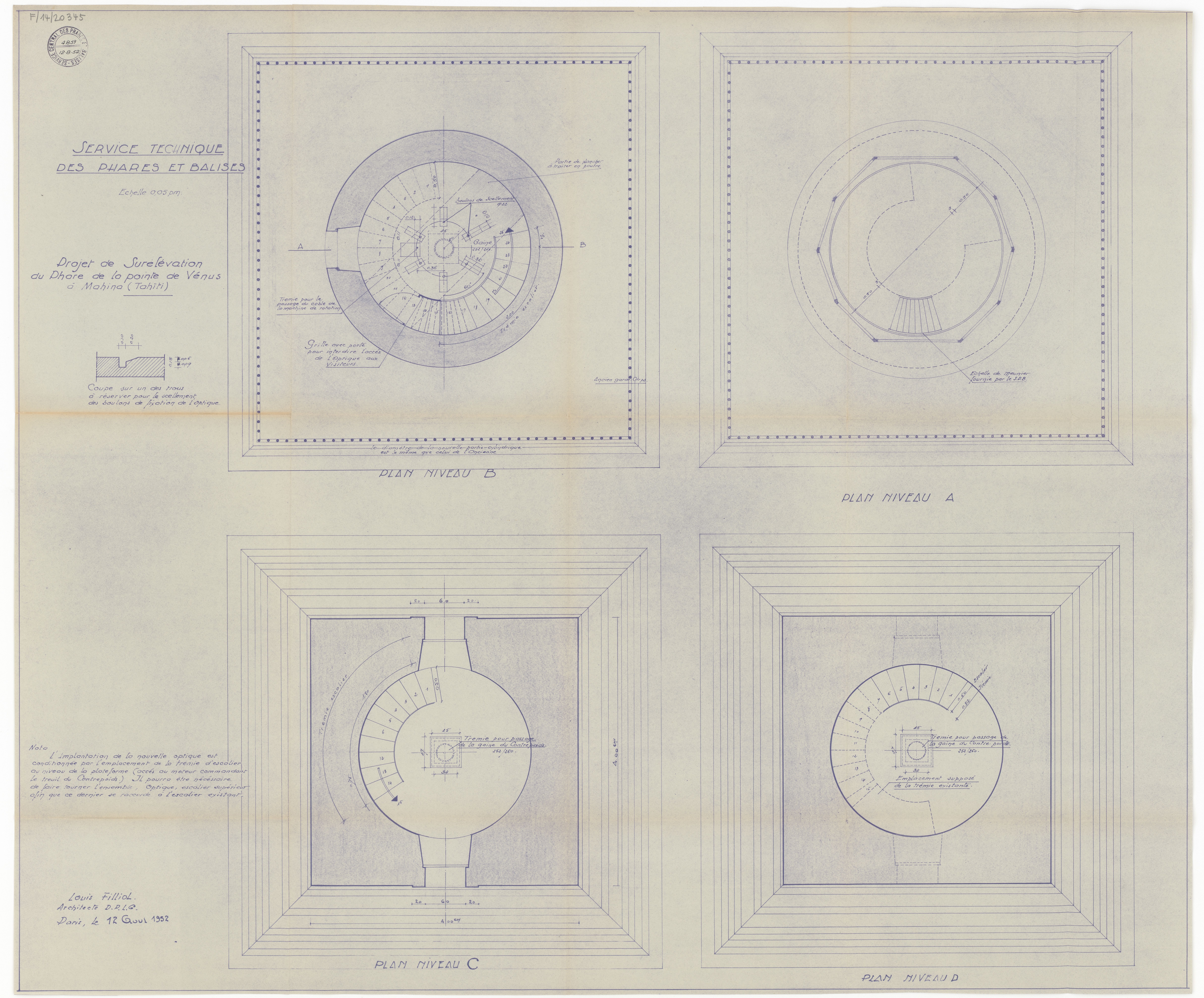
Phare de Mahina - plan 1952

## Phare actuel
C’est une tour carrée de huit étages, édifiée en moellons et coraux d'une hauteur de 25 mètres. Elle a été surélevée de neuf mètres en 1963.
Le phare est aussi utilisé aujourd’hui pour la navigation aérienne grâce à des lentilles additionnelles pour faisceaux aériens.
 Identifiant : ARLHS : FRP-002 - Amirauté  : K-4952 - NGA : 2860 .